# Arquitectura de Houston

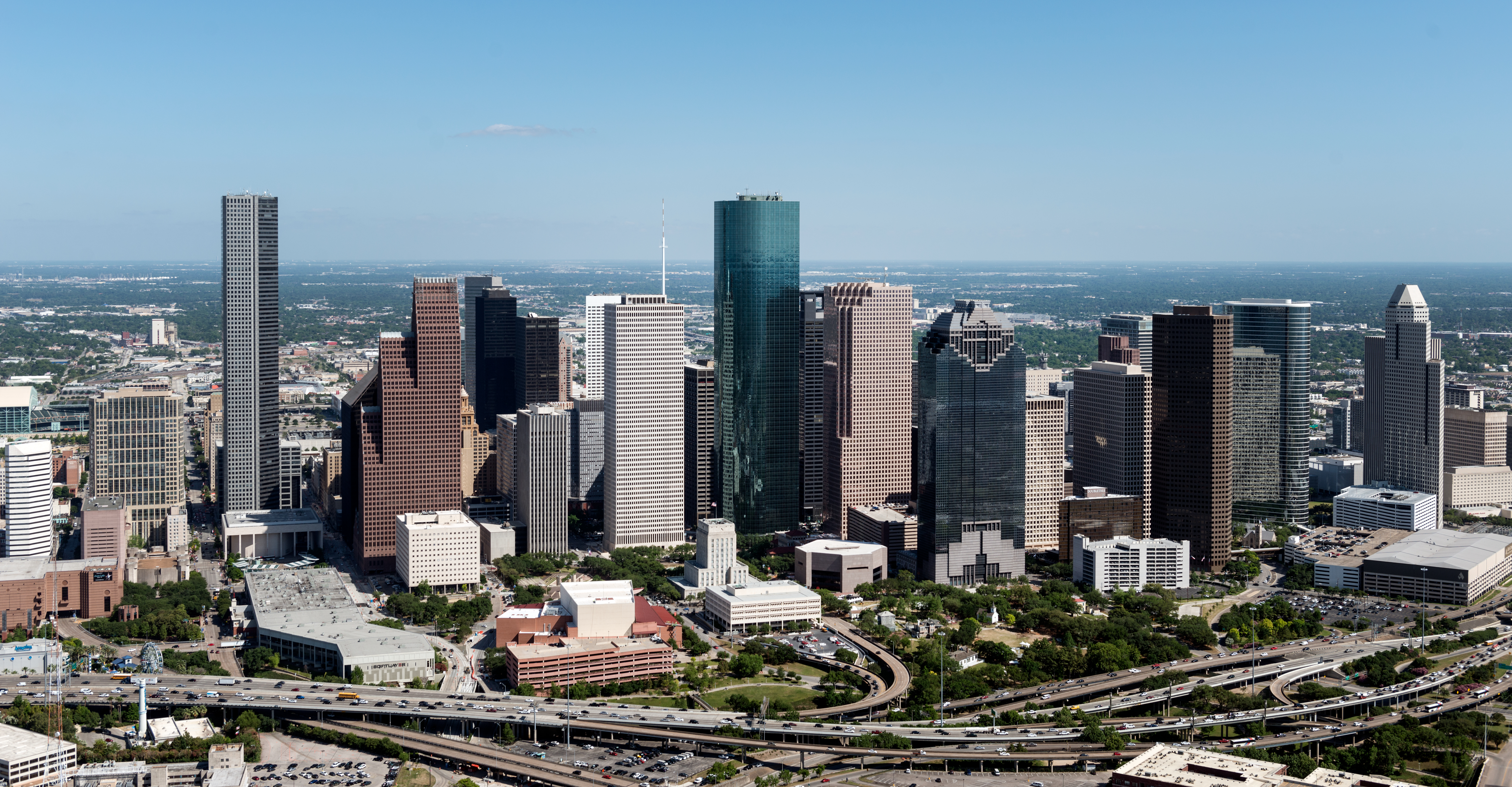
El skyline de Houston.

La arquitectura de Houston incluye una amplia variedad de edificios históricos y galardonados ubicados en varias áreas de la ciudad de Houston, en el estado de Texas (Estados Unidos). Desde sus inicios hasta la actualidad, la ciudad inspiró el diseño y la construcción de inmuebles innovadores, ya que rápidamente se convirtió en un centro comercial e industrial reconocido internacionalmente de Texas y Estados Unidos.
Algunas de las arquitecturas más antiguas y distintivas de Houston se encuentran en el centro de la ciudad, a medida que esta crecía alrededor de Allen's Landing y el distrito histórico de Market Square. Durante mediados y finales del siglo, el centro de Houston era una colección modesta de estructuras de oficinas de mediana altura, pero desde entonces se ha convertido en el tercer horizonte más grande de Estados Unidos. El Distrito Uptown experimentó un rápido crecimiento durante la década de 1970 y principios de la de 1980. A fines de la década de 1990, Uptown vio la construcción de muchos edificios residenciales de mediana y gran altura. El Uptown District también alberga estructuras diseñadas por arquitectos como Ieoh Ming Pei, César Pelli y Philip Johnson.
Houston tiene muchos ejemplos de arquitectura residencial de diferentes estilos, desde las mansiones de River Oaks y Memorial hasta casas adosadas en varios distritos. Varias de las primeras casas de Houston se encuentran en lo que ahora es Sam Houston Park. Las casas en los Houston Heights tienen estilos arquitectónicos variados, que incluyen estilo victoriano, craftsman y neocolonial británico. Las viviendas de la posguerra construidas en Houston tienen muchos estilos arquitectónicos.

## Rascacielos
Algunas de las arquitecturas más antiguas y distintivas de Houston se encuentran en las secciones norte del centro de la ciudad, a medida que la ciudad crecía alrededor de Allen's Landing y el distrito histórico Market Square, donde aún se conservan varias representaciones de la arquitectura urbana del siglo XIX.

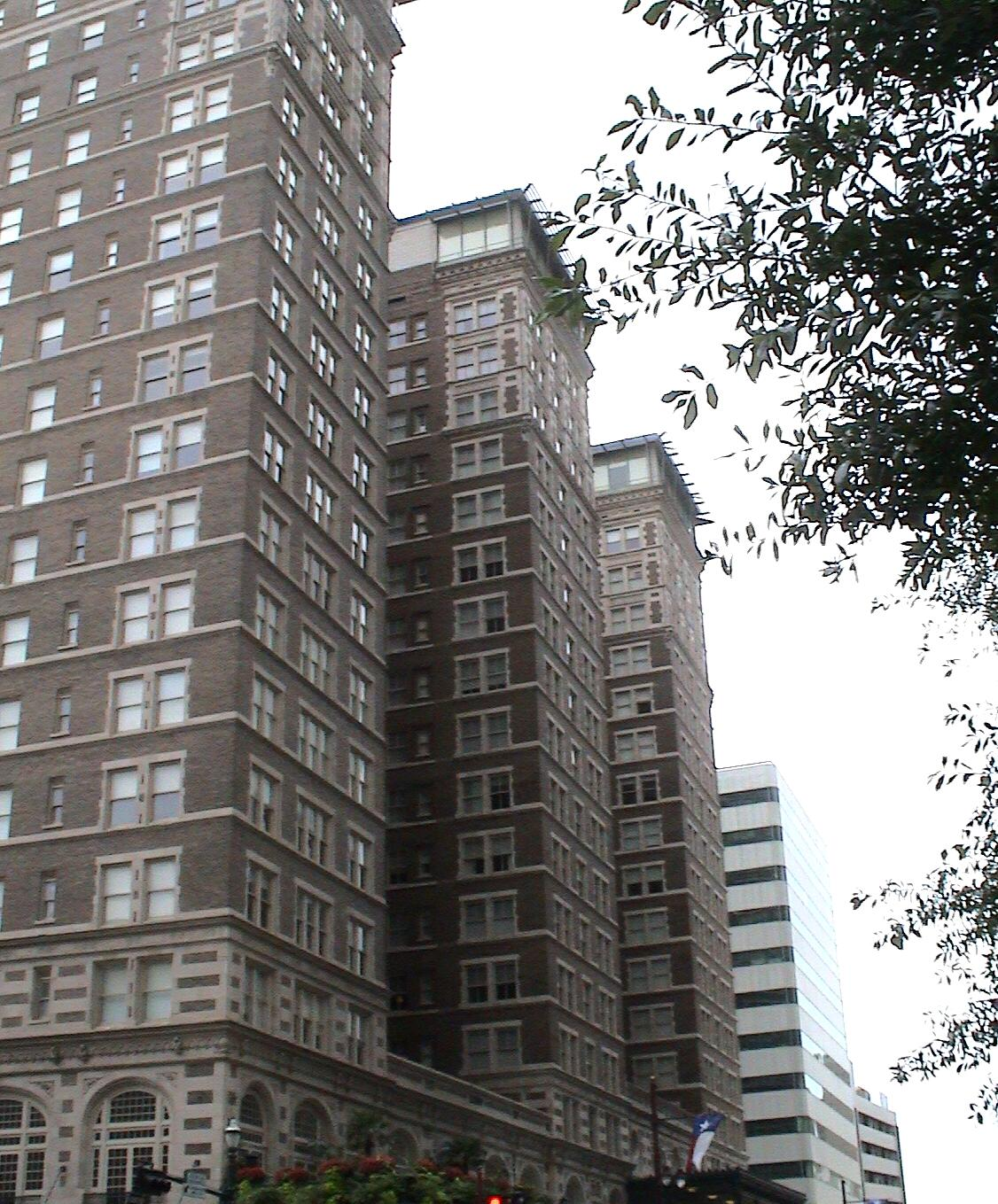
The Rice Lofts (anteriormente el Rice Hotel)

El hotel Hilton Houston Post Oak (anteriormente Warwick Post Oak) fue diseñado por I. M. Pei. Sus torres gemelas están unidas por un amplio lobby con un techo de vidrio curvo que de día ilumina todo el espacio. Tiene más de 2800 m² para reuniones y 448 habitaciones, incluidas dos suites presidenciales de 280 m² y está a solo una cuadra de la Galleria. En 2005 fue renovado para reflejar un estilo más contemporáneo que refleja el diseño original.

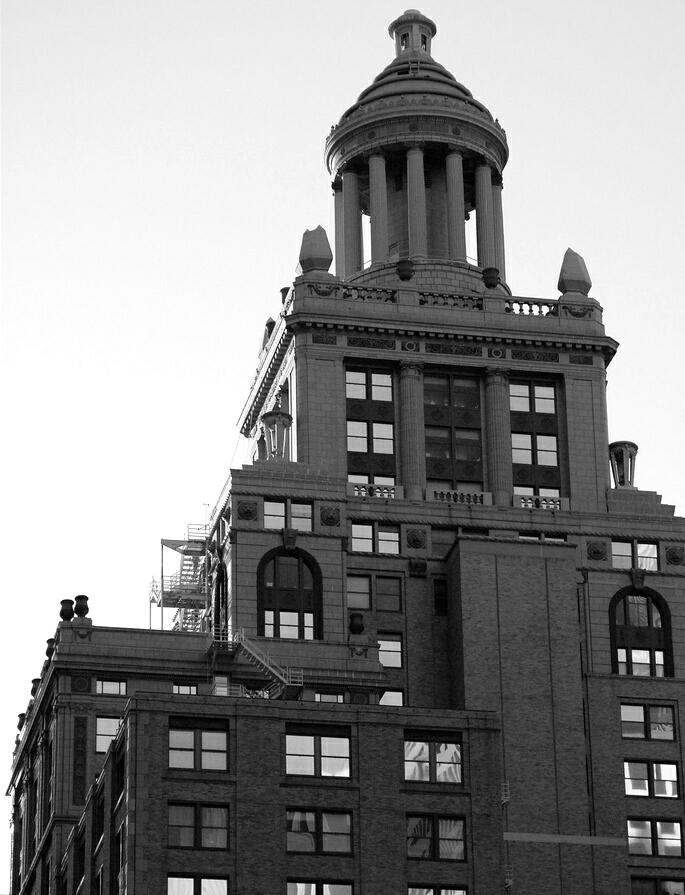
Esperson Buildings

El Rice Hotel, construido en 1912 en el antiguo emplazamiento del antiguo Capitolio de la República de Texas, fue restaurado en 1998, después de años sin utilizarse. El edificio original fue demolido en 1881 por el coronel A. Groesbeck, quien posteriormente erigió un hotel de cinco pisos llamado Capitol Hotel. William Marsh Rice, el fundador de Rice University, lo compró en 1883, le agregó un anexo de cinco pisos y lo renombró Rice Hotel. La Universidad de Rice se lo vendió en 1911 a Jesse Jones, quien lo demolió y construyó una estructura de 17 pisos en el sitio. El nuevo Rice Hotel se inauguró el 17 de mayo de 1913. Ete es ahora una torre residencial llamada The Rice Lofts y fue diseñado por Page Southerland Page.
El Texas State Hotel fue construido en 1926 a partir de un diseño del arquitecto Joseph Finger, quien también creó los planos del Ayuntamiento de Houston. El hotel tiene detalles del Renacimiento español y marquesinas de metal ornamentadas, que permanecen en gran parte intactas a pesar de que el edificio estuvo vacío desde mediados de los años 1980. El hotel es un hito designado de la ciudad de Houston, y se ha vuelto a usar tras renovar los detalles de terracota en la fachada.
El Gulf Building, ahora llamado JPMorgan Chase Building, es un rascacielos art déco. Terminado en 1929, siguió siendo el edificio más alto de Houston hasta 1963, cuando el Exxon Building lo superó en altura. Diseñado por los arquitectos Alfred C. Finn (diseñador del Monumento a San Jacinto), Kenneth Franzheim y JER Carpenter, es visto como una realización del célebre segundo lugar de Eliel Saarinen en la competencia por el diseño de la Tribune Tower de Chicago. La restauración se inició en 1989, en lo que todavía se considera uno de los proyectos de preservación financiados con fondos privados más grandes en la historia de Estados Unidos.

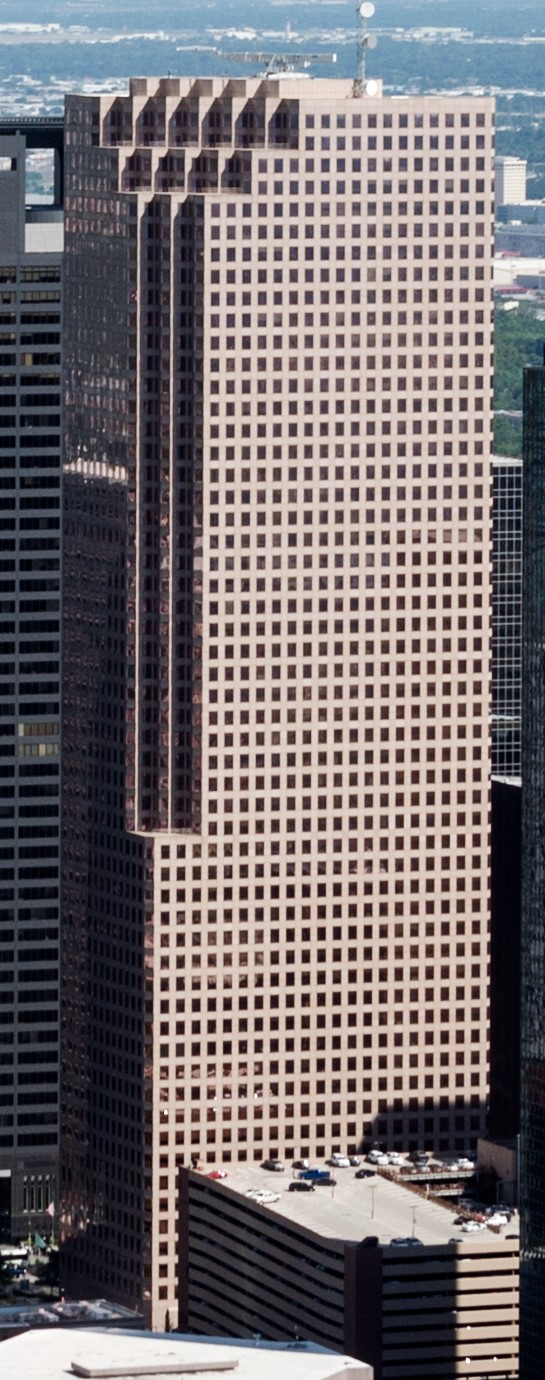
Enterprise Plaza

Los Esperson Buildings son ejemplos de arquitectura renacentista italiana en el centro de Houston. Diseñado por John Eberson, fueron construidos respectivamenteen 1927 y 1941. Están detallados con columnas macizas, grandes urnas, terrazas y un gran tempietto en la parte superior, similar al construido en el patio de San Pedro en Roma en 1502. Mellie Esperson hizo construir el primer edificio para su esposo, Niels, un magnate inmobiliario y petrolero. Su nombre está grabado en el lateral en letras grandes a nivel de calle. El nombre "Mellie Esperson" está tallado en la estructura adjunta, conocida como el edificio Mellie Esperson, aunque en realidad es solo un anexo de 19 pisos del original.

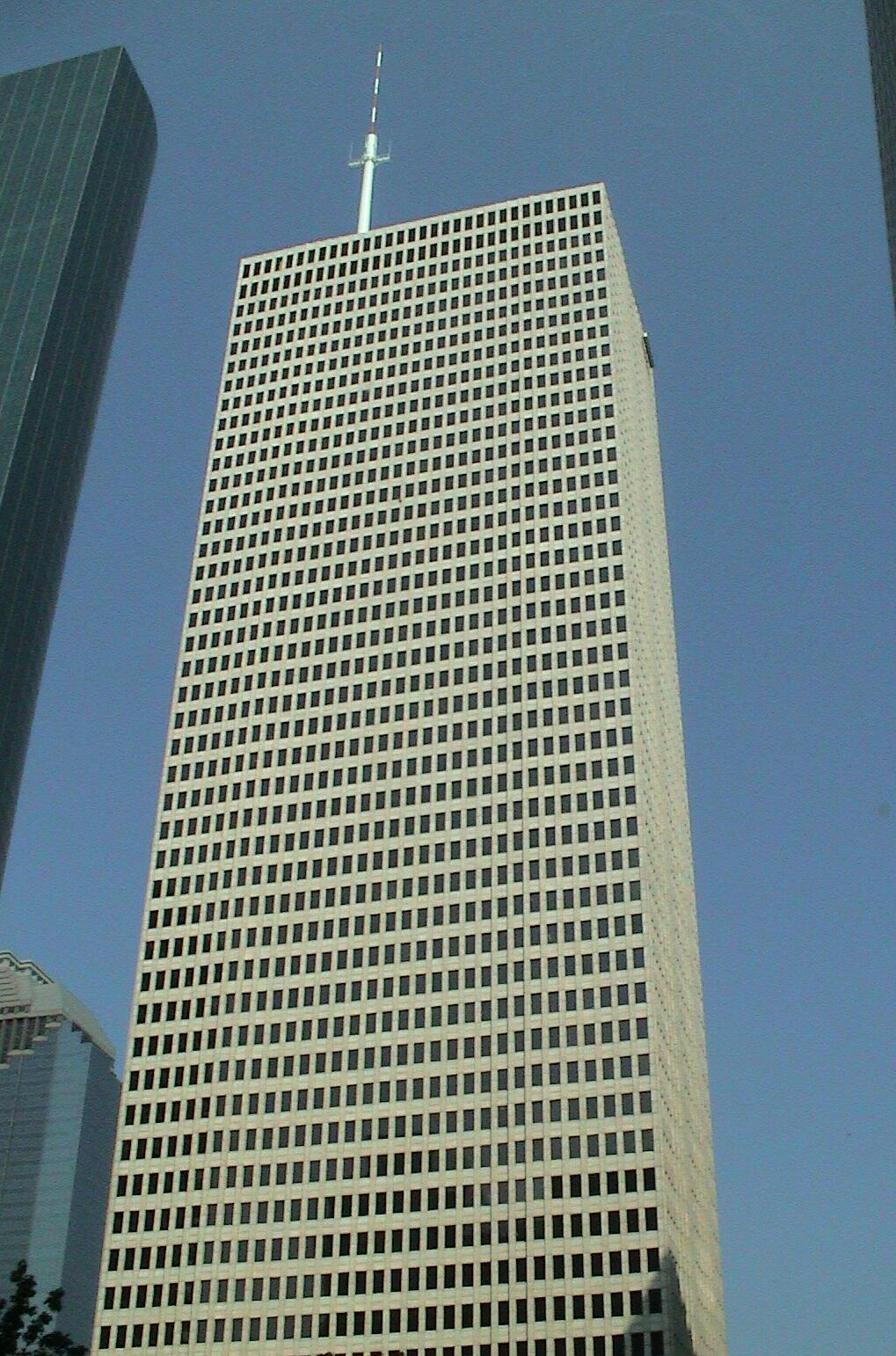
One Shell Plaza

Diseñado por el arquitecto Wyatt C. Hedrick de Fort Worth, el Shamrock Hotel era un edificio de 18 pisos construido entre 1946 y 1949 con un techo inclinado de tejas verdes y 1100 habitaciones. El hotel fue concebido por el salvaje Glenn McCarthy como un hotel del tamaño de una ciudad adaptado a convenciones con un ambiente de centro turístico. El Shamrock estaba ubicado en un área suburbana a 5 km al suroeste del centro de Houston en la periferia del campo y estaba destinado a ser la primera fase de un complejo de compras y entretenimiento cubierto mucho más grande llamado McCarthy Center, anclado junto al planificado Texas Medical Center. 
En el lado norte del hotel había un edificio de cinco pisos que tenía un garaje para 1000 autos y 2300 m² sala de exposiciones. Hacia el sur se encontraba el lujoso jardín del hotel diseñado por Ralph Ellis Gunn, una terraza y una inmensa piscina de 50 por 43 metros descrita como la piscina al aire libre más grande del mundo, que albergaba exposiciones de esquí acuático y presentaba una plataforma de buceo de tres pisos de altura con una escalera de caracol abierta. A pesar de las protestas de los conservacionistas locales, el Shamrock fue demolido el 1 de junio de 1987. El Instituto de Biociencias y Tecnología ahora está en su antigua ubicación.
El Prudential Building de 18 pisos, diseñado por Kenneth Franzheim, fue construido en 1952 en el Texas Medical Center. Las paredes a nivel del suelo del edificio Prudential estaban revestidas con granito de Texas pulido de color rojo intenso; los pisos superiores en los lados noroeste y noreste estaban revestidos con piedra caliza de Texas. Sin embargo, los lados suroeste y sureste se enfrentaron con arreglos de aluminio de altura completa para "utilizar los rayos solares y la circulación del aire para lograr economías en el aire acondicionado". Fue el primer edificio de oficinas de gran altura corporativo local en Houston que se ubicó fuera del distrito comercial central. Fue demolido el 8 de enero de 2012.
En la década de 1960, el centro de Houston era una colección modesta de estructuras de oficinas de mediana altura, pero desde entonces se ha convertido en el tercer horizonte más grande de Estados Unidos. En 1960, el distrito central de negocios tenía 1 000 000 m² de espacio de oficinas, aumentando a unos 1 600 000 m² en 1970. El centro de Houston estaba en el umbral de un boom en 1970 con 870 000 m² de oficinas planificadas o en construcción y grandes proyectos en marcha por parte de promotores inmobiliarios.

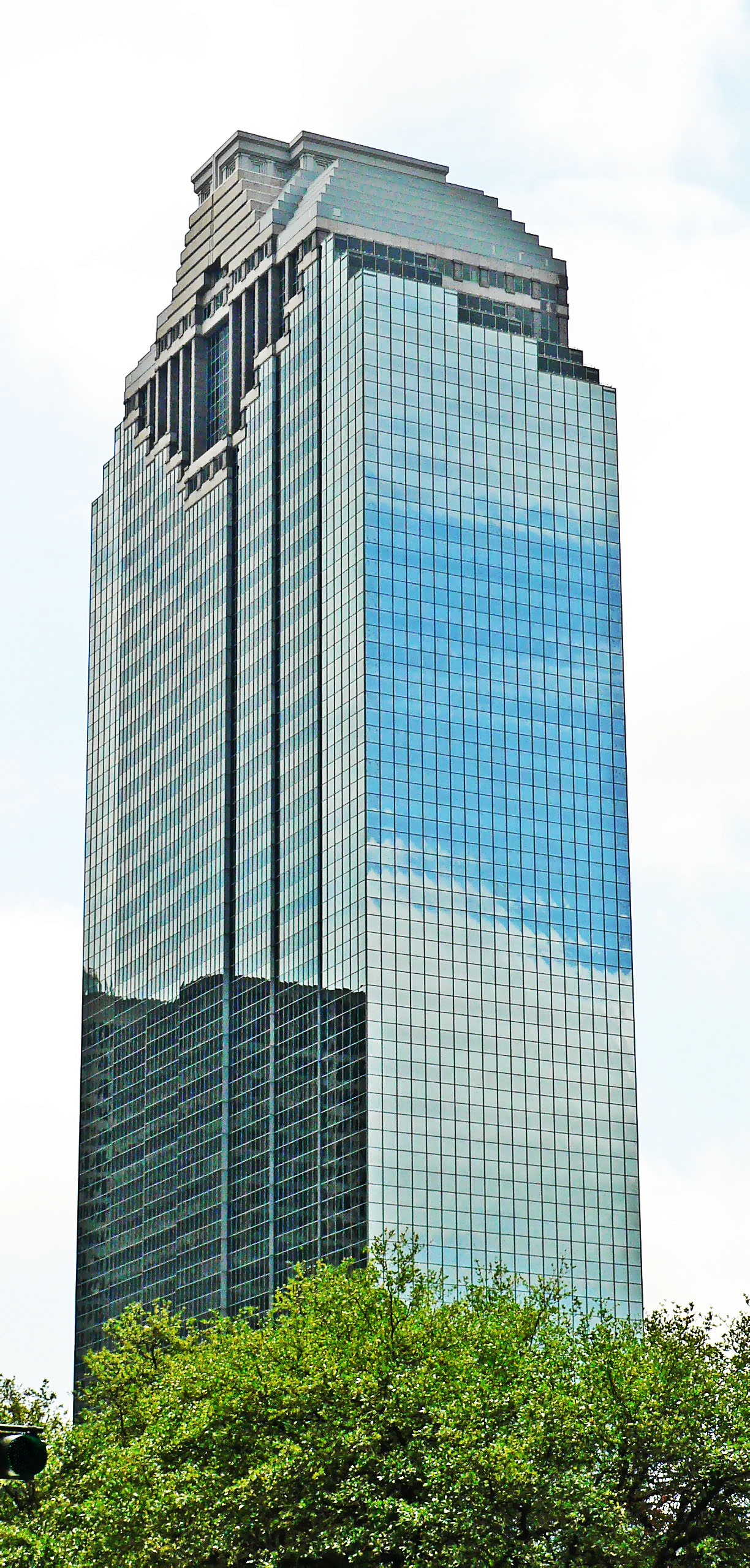
Heritage Plaza visto desde el distrito de los teatros

El desarrollo propuesto más grande fue el Houston Center, originalmente planeado para abarcar un área de 32 cuadras. Sin embargo, en 1989, cuando la empresa que adquirió el desarrollador original vendió el Houston Center, el complejo constaba de tres edificios de oficinas, un centro comercial y un hotel. Otros proyectos importantes incluyeron el Centro Cullen, el Centro Allen y las torres de Shell Oil Company. La oleada de rascacielos reflejó los auges de rascacielos en otras ciudades del cinturón de sol, como Los Ángeles y Dallas. Houston había experimentado otro brote de construcción en el centro de la ciudad en la década de 1970 con el auge de la industria energética.

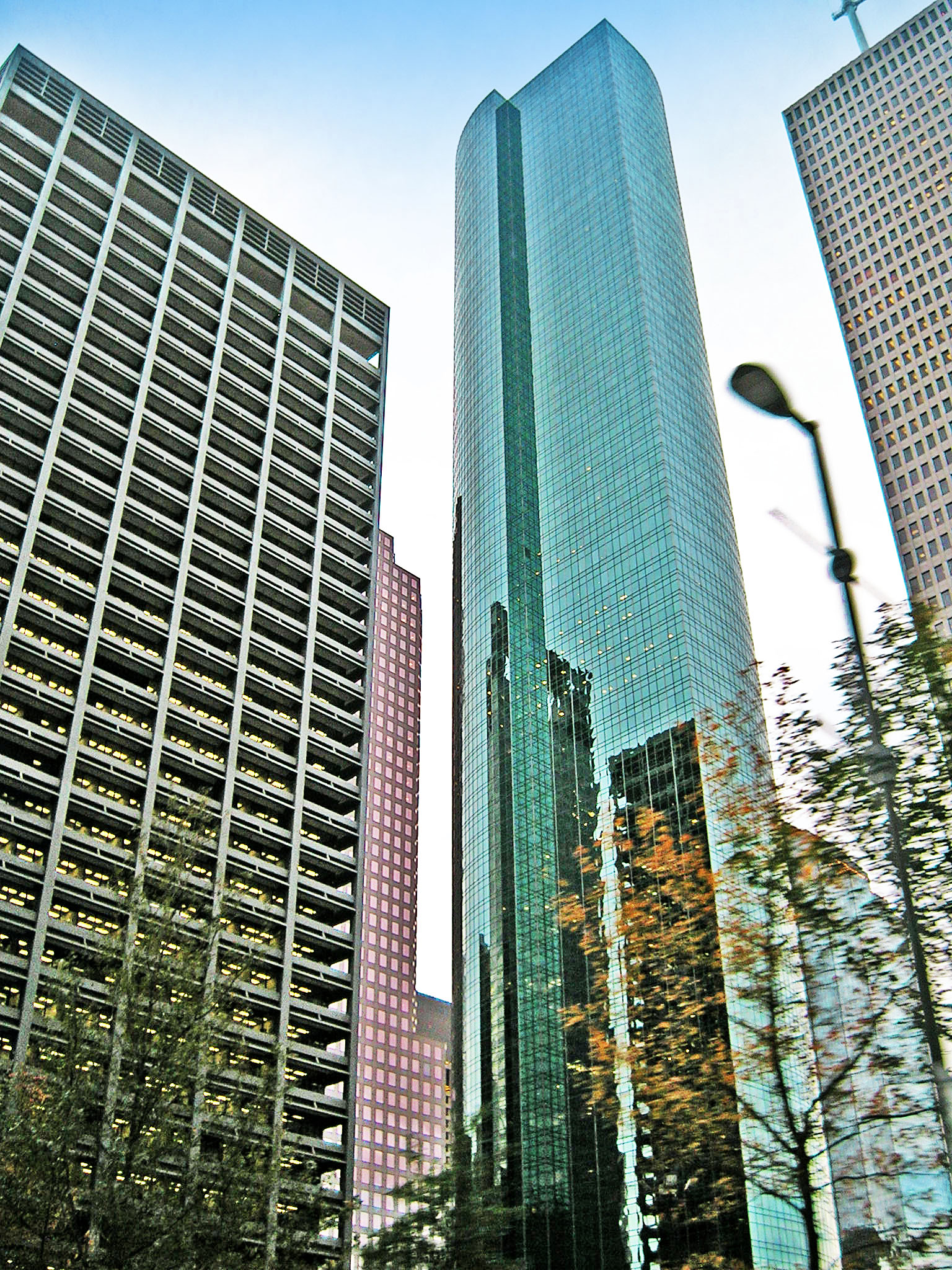
Wells Fargo Bank Plaza

El primer rascacielos importante que se construyó en Houston fue el de 50 pisos y 218 m altura One Shell Plaza en 1971. Se construyó una sucesión de rascacielos a lo largo de la década de 1970, que culminó con el más alto de Houston, el de 75 pisos y 305 m de altura JPMorgan Chase Tower (anteriormente Texas Commerce Tower), diseñada por Ieoh Ming Pei y terminada en 1982. A partir de 2010, es la estructura artificial más alta de Texas, el duodécimo edificio más alto de Estados Unidos y el 48.º rascacielos más alto del mundo.
Pennzoil Place, diseñado por Philip Johnson y construido en 1976, es el rascacielos más galardonado de Houston y es conocido por su diseño innovador. El One Houston Center de 46 pisos, que fue construido en 1978, es 207 m de alto y fue diseñado por SI Morris Associates, Caudill Rowlett Scott y 3D / International.
La Torre Fulbright, construida en 1982 y diseñada por Caudill Rowlett & Scott Architects, es una torre de 52 pisos construida de acero con concreto suspendido sobre losas de piso de plataforma de metal. La pared exterior consiste en una pared de ventana de cinta con paneles de enjuta de granito y ventanas con marco de aluminio con acristalamiento aislante. Los paneles de enjuta son de granito pulido sostenidos por un sistema de celosía de acero. Las superficies de las paredes interiores están construidas con granito italiano Rosa Beta cortado al fuego, extraído en Cerdeña, mezclado con madera Makore y molduras de acero inoxidable.
En 1983, se completó el Wells Fargo Bank Plaza, que se convirtió en el segundo edificio más alto de Houston y Texas, y el undécimo más alto del país. Fue diseñado por Skidmore, Owings & Merrill y Lloyd Jones Brewer and Associates y supuestamente se asemeja a un signo de dólar abstracto en el plan. Mide 296 m de altura y tiene 71 pisos y cuatro sótanos.

El Bank of America Center es uno de los primeros ejemplos significativos de arquitectura posmoderna construida en el centro de Houston. El edificio, terminado en 1984 y diseñado por Philip Johnson y su socio John Burgee, recuerda la arquitectura gótica holandesa de las casas de canal que alguna vez fueron comunes en los Países Bajos. La primera sección tiene 21 pisos de altura, mientras que todo el inmueble alcanza una altura de 56 pisos.

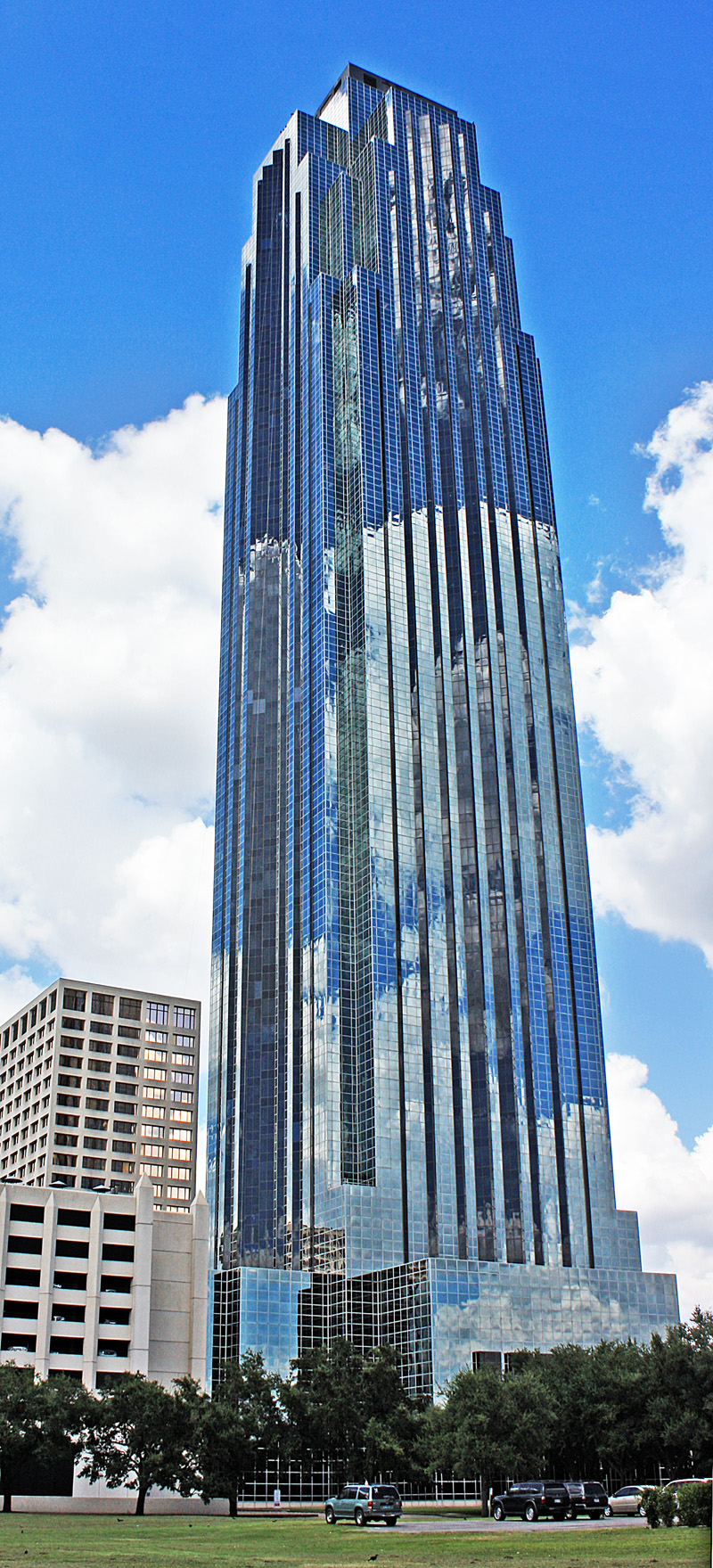
Torre Williams

Heritage Plaza tiene 53 pisos y mide 232 m. Diseñado por M. Nasar & Partners PC, se completó en 1986. Es conocido por el diseño del templo maya de granito en la parte superior, que se inspiró en la visita del arquitecto al Yucatán mexicano. Recientemente renovado a un costo de 6 millones de dólares, fue el último gran edificio de oficinas terminado en el centro de Houston antes del colapso de las industrias de bienes raíces, banca y petróleo de Texas en la década de 1980.

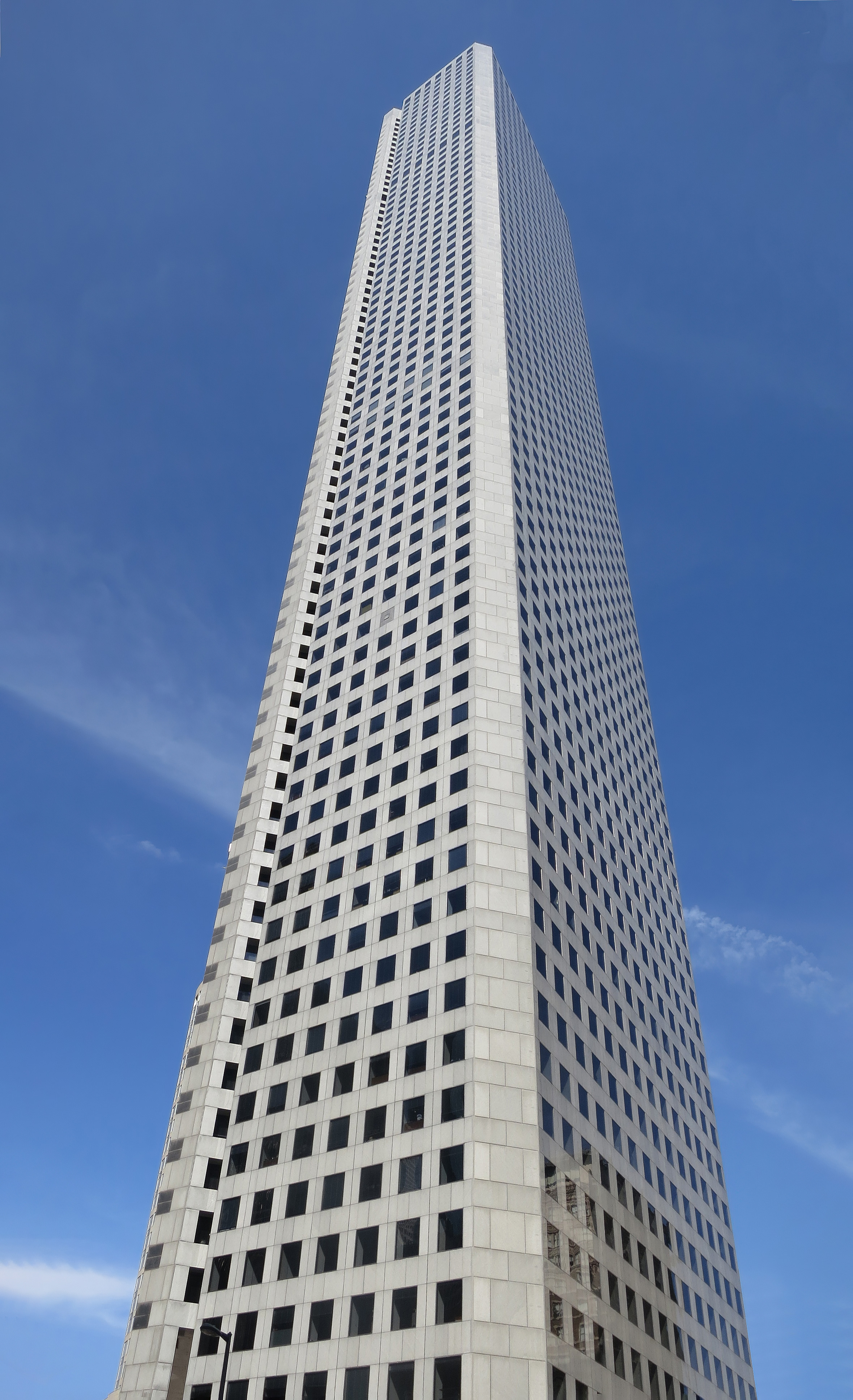
JPMorgan Chase Tower en Houston

El auge de la construcción de Houston de los años setenta y ochenta cesó a mediados de los ochenta, debido al exceso de petróleo de los ochenta. La construcción de rascacielos se reanudó en 2003, pero los nuevos edificios eran más modestos y no tan altos. Durante ese año, George Lancaster, portavoz de la empresa Hines, dijo: "Predigo que la JP Morgan Chase Tower será el edificio más alto de Houston durante bastante tiempo".
A principios de la década de 1990, muchos edificios de oficinas más antiguos de Houston seguían desocupados. Al mismo tiempo se abrieron nuevos edificios de oficinas para grandes corporaciones.
En 1999, Enron Corporation, con sede en Houston, comenzó la construcción de un rascacielos de 40 pisos. Diseñado por Cesar Pelli & Associates y Kendall / Heaton Associates, y terminado en 2002, el edificio se conocía originalmente como Enron Center. La empresa se derrumbó de manera muy publicitada en 2001, y la torre se hizo conocido oficialmente por su dirección, 1500 Louisiana Street
Uno de los hitos más recientes del centro de Houston es Discovery Green, un gran parque público diseñado por Page Southerland Page con Hargreaves Associates.
El Distrito Uptown, ubicado en la Interestatal 610 Oeste (conocido localmente como el "West Loop") entre la Autopista 59 y la Interestatal 10, floreció junto con Houston durante la década de 1970 y principios de la de 1980. Durante ese tiempo, el área creció de tierras agrícolas a fines de la década de 1960 a una colección de edificios de oficinas de gran altura, propiedades residenciales y tiendas comerciales, incluida la Houston Galleria. El área es un ejemplo de lo que los teóricos de la arquitectura llaman la ciudad periférica. A fines de la década de 1990, Uptown Houston vio la construcción de muchos edificios residenciales de mediana y gran altura, siendo los más altos de unos 30 pisos.
La estructura más alta de Uptown Houston es la emblemática Williams Tower (anteriormente "Transco Tower") de 275 m altura, diseñada por Philip Johnson y construida en 1983. En ese momento iba a ser el rascacielos más alto del mundo por fuera de los distritos financieros. El edificio se remata con un foco de luz giratorio que busca constantemente en el horizonte. Williams Tower fue nombrada "Rascacielos del siglo" en la edición de diciembre de 1999 de la revista Texas Monthly.

## Monumentos y lugares emblemáticos

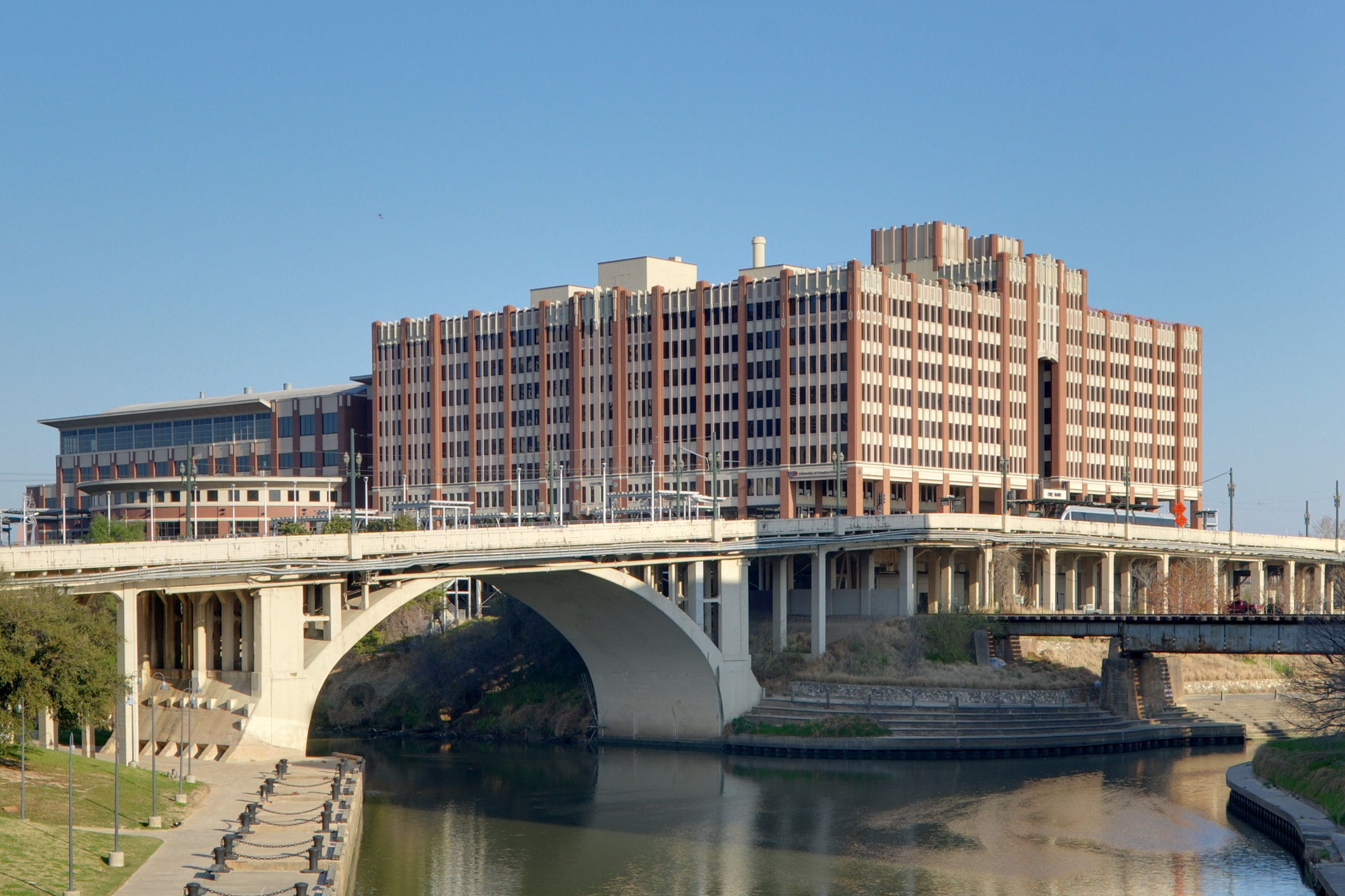
Antiguo Merchants and Manufacturers Building en el campus de la Universidad de Houston-Downtown

El Merchants and Manufacturers Building (Edificio M&M) fue construido en 1930 y era el edificio más grande de Houston en ese momento. Presentaba 22,5 km de superficie y podría albergar a un tercio de la población de la ciudad. Está inscrito en el Registro Nacional de Lugares Históricos, es un Monumento Histórico Registrado de Texas y se considera un Edificio Contribuyente en el Distrito histórico de Main Street / Market Square del centro de Houston. Desde 1974, ha sido parte de la Universidad de Houston-Downtown y la universidad le otorgó una designación oficial como "Un edificio principal".

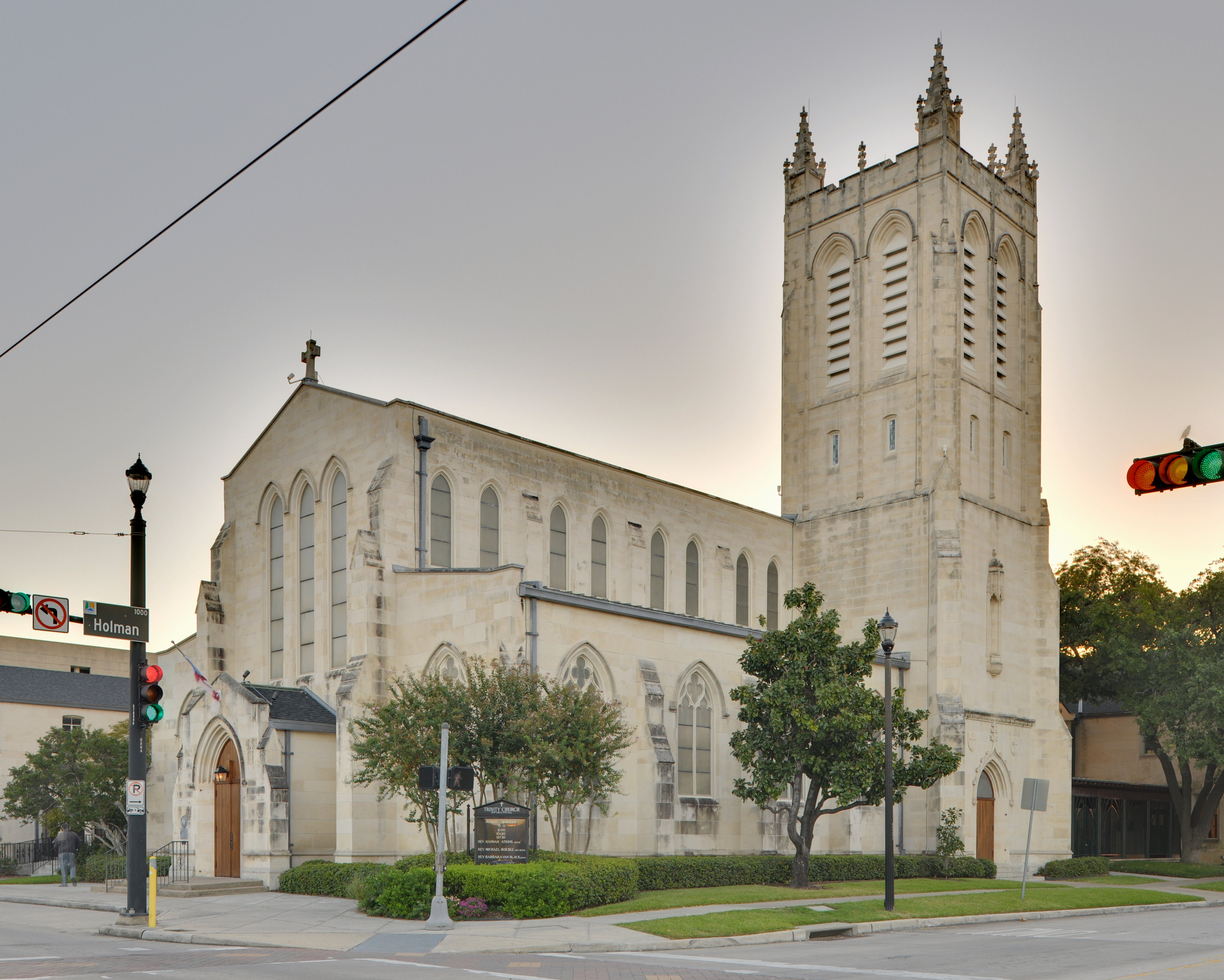
La histórica iglesia de la Trinidad de Midtown en Main Street, data de 1919.

La histórica iglesia de la Trinidad de Midtown en Main Street, que data de 1919, es una estructura neogótica, diseñada por la firma de arquitectos Cram and Ferguson, cuyo trabajo en Houston también incluye varios edificios en Rice University y el edificio Julia Ideson de Houston. Biblioteca Pública. La Capilla Morrow de la iglesia fue renovada en 2002 y cuenta con vidrieras, obras de arte y mobiliario litúrgico de artistas como Kim Clark Renteria, Kermit Oliver, Troy Woods, Shazia Sikander y Selven O'Keef Jarmon.
El Distrito Uptown alberga estructuras diseñadas por arquitectos como Ieoh Ming Pei, César Pelli y Philip Johnson, incluida la Iglesia Episcopal de Saint Martin (con agujas y antenas que alcanzan los 188 pies (57,3 m) hacia el cielo), que fue diseñado por Jackson & Ryan Architects y se completó en 2004. St. Martin's apareció en las portadas de tres revistas nacionales: Civil Engineering (abril de 2005), Modern Steel Construction (mayo de 2005) y Structure (diciembre de 2005). El Monumento a San Jacinto mide 173,7 m y tine una alta columna rematada con una estrella de 220 toneladas que conmemora el sitio de la Batalla de San Jacinto, la batalla decisiva de la Revolución de Texas. El monumento, inaugurado el 21 de abril de 1939, es la torre monumental y la torre de mampostería más alta del mundo, y se encuentra a lo largo del Canal de navegación de Houston. La columna es un fuste octogonal revestido de concha de Córdoba. Es el segundo monumento más alto de Estados Unidos. Fue designado Monumento Histórico Nacional el 19 de diciembre de 1960 y figura en el Registro Nacional de Lugares Históricos. También fue designado Monumento Histórico de Ingeniería Civil en 1992.
Williams Waterwall es una fuente escultórica de varios pisos en el extremo sur de Williams Tower en Uptown. Este y el parque que lo rodea se construyeron como un equipamiento arquitectónico de la torre adyacente. Tanto la fuente como la torre fueron diseñadas por el arquitecto Philip Johnson, ganador del Premio Pritzker. Terminada en 1983, la fuente semicircular mide 20 m altura y se sienta entre 118 árboles de Texas Live Oak. Aproximadamente 11 000 galones de agua por minuto caen en cascada por vastas láminas canalizadas en ambos lados desde el borde superior más estrecho del círculo hasta la base más ancha de abajo.

### Distrito de los teatros

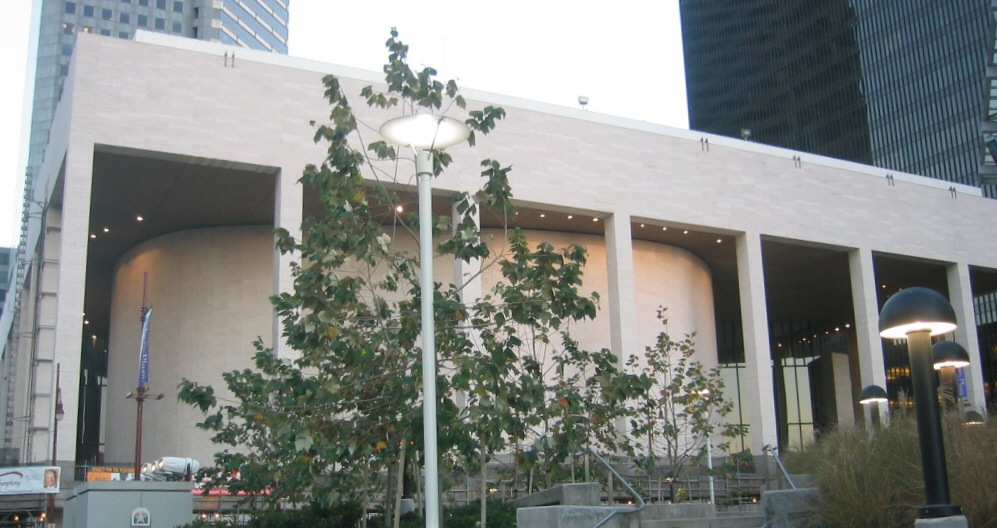
El Jones Hall

El Jesse H. Jones Hall for the Performing Arts, comúnmente conocido como Jones Hall, es un lugar de actuación en Houston y es la sede permanente de la Houston Symphony Orchestra y la Houston Society for the Performing Arts. Terminado en octubre de 1966 a un costo de 7,4 millones de dólares, fue diseñado por el estudio de arquitectura con sede en Houston Caudill Rowlett Scott. La sala, que ocupa una manzana, tiene un exterior de mármol blanco italiano con columnas de ocho pisos. El vestíbulo está dominado por un pasillo de 18,3 m techo alto con una enorme escultura de bronce colgante de Richard Lippold titulada "Gemini II". El techo de la sala de conciertos consta de 800 segmentos hexagonales que se pueden subir o bajar para cambiar la acústica de la sala. El edificio ganó el Premio de Honor del Instituto Americano de Arquitectos de 1967, que se otorga a un solo edificio al año.

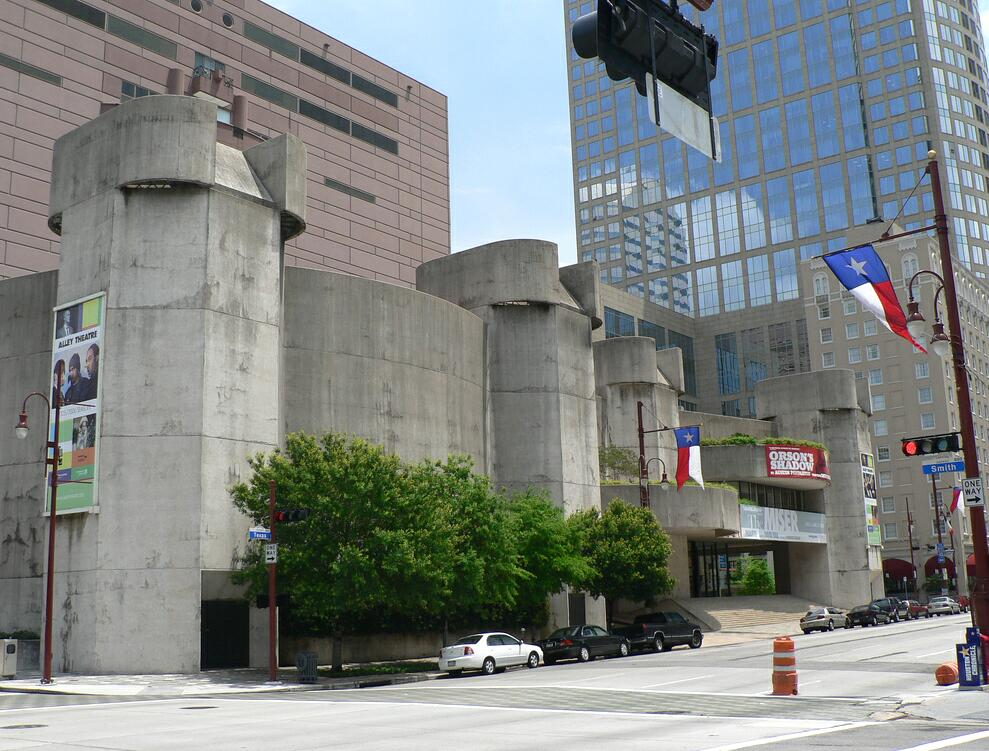
El Alley Theatre

El actual Alley Theatre se inauguró en noviembre de 1968 y tiene dos escenarios. El escenario principal tiene 824 puestos y se llama "Hubbard"; el escenario más íntimo, con 310 puestos, es el "Neuhaus". En el exterior, hay nueve torres y terrazas al aire libre. En el interior, una escalera gira en espiral desde el vestíbulo de entrada hasta el vestíbulo del segundo piso. El teatro fue construido en gran parte por 1,4 millones de dólares de subvenciones de la Fundación Ford para apoyar la arquitectura de teatro innovadora, y el arquitecto principal del proyecto fue Ulrich Franzen.

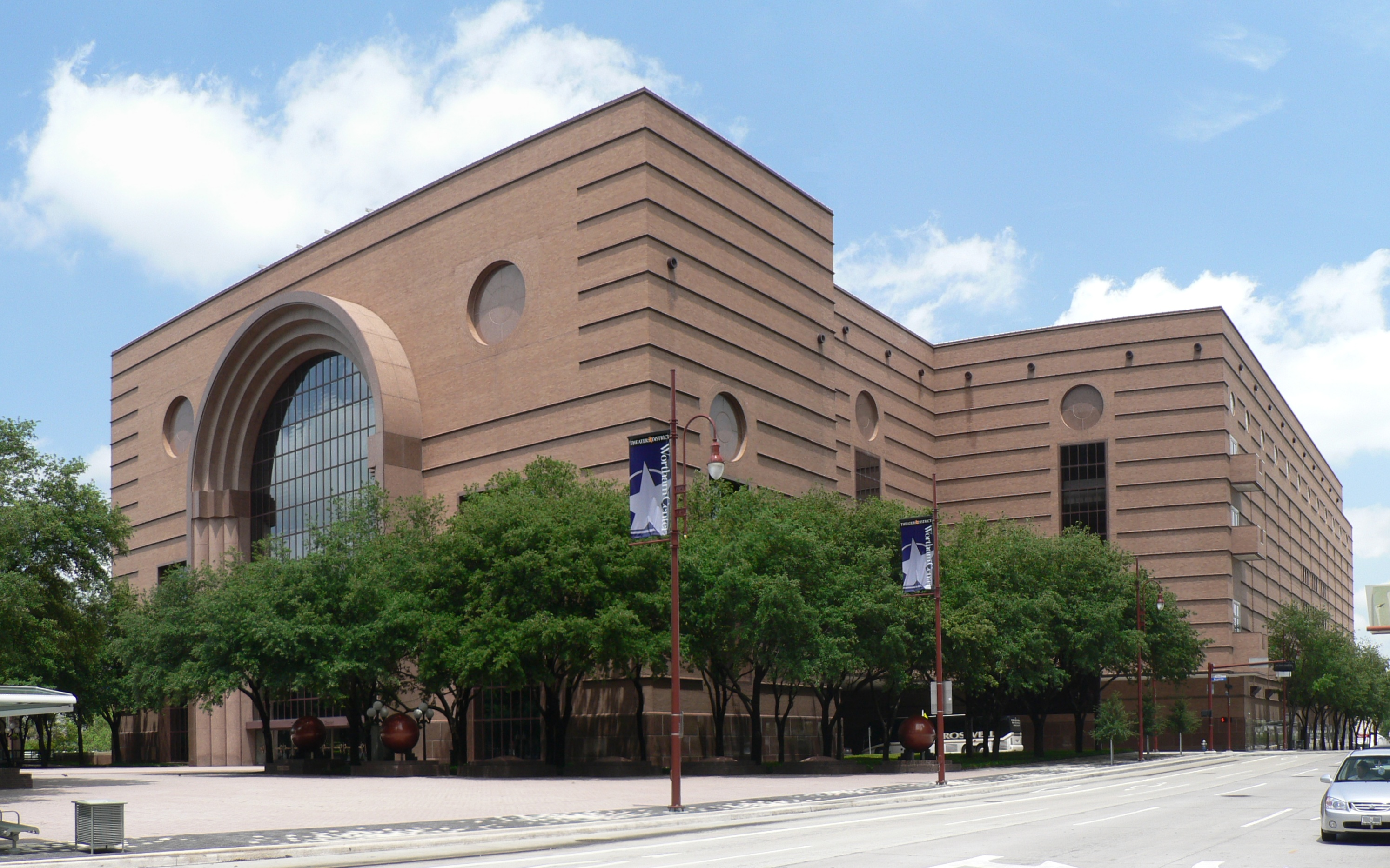
El Wortham Center Houston

El Wortham Theatre Center es un centro de artes escénicas que se inauguró oficialmente en Houston el 9 de mayo de 1987. El centro fue diseñado por Eugene Aubry de Morris-Aubry Architects y construido en su totalidad con 66 millones de dólares en fondos privados. El Teatro Brown, con 2423 puestos, lleva el nombre de los donantes Alice y George Brown. Se utiliza principalmente para ópera y grandes producciones de ballet. El Teatro Cullen, con 1100 puestos, lleva el nombre de los donantes Lillie y Roy Cullen. Se utiliza para producciones de ballet más pequeñas y otros eventos. La entrada arqueada de la firma Wortham está hecha de vidrio y mide 27 m de altura. La gran escalera (que en realidad es un banco de escaleras mecánicas) está rodeada por una obra de arte específica del sitio creada por el escultor de Nueva York Albert Paley.
El Lyric Center está en el corazón del distrito de los teatros, al otro lado de la calle del Wortham Center y junto al Alley Theatre. El edificio de oficinas con rayas blancas y negras alberga docenas de bufetes de abogados, pero el bloque en el que se asienta la torre es quizás más conocido por el violonchelista gigante que toca afuera. Es obra del escultor David Adickes, quien también creó la estatua de Sam Houston en las afueras de Huntsville.
El Hobby Center for the Performing Arts es una adición relativamente nueva al distrito de los teatros. Fue diseñado por el arquitecto Robert A. M. Stern y terminado en 2002, proporcionando dos teatros específicamente para representaciones teatrales y musicales. Sarofim Hall, un teatro de 2600 plazas diseñado acústicamente para las producciones de Broadway en gira, es la sede del "Theatre Under the Stars". Zilkha Hall, un lugar íntimo con 500 butacas y un foso de orquesta completo, presenta a grupos de gira más pequeños.

### Distrito de los museos

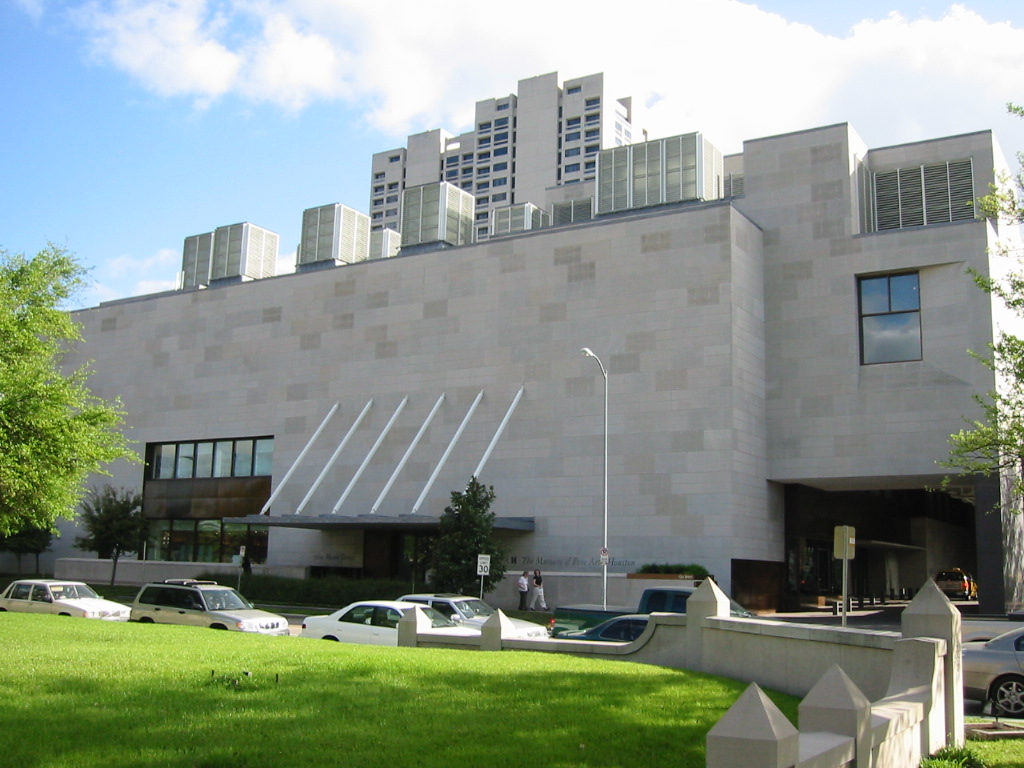
El Museo de Bellas Artes

El edificio original del Museo de Bellas Artes, diseñado por William Ward Watkin, se inauguró en 1924. Fue el primer museo de arte construido en Texas y el tercero en el Sur. El Cullinan Hall, diseñado por Mies van der Rohe en el estilo internacional,  fue inaugurado en 1958. En la década de 1970 esa adición recibió una adición, también diseñada por van der Rohe. Ambas adiciones fueron declaraciones de la arquitectura moderna que utiliza una gran cantidad de vidrio y acero.
En 1968, el actual Miller Outdoor Theatre, diseñado por Eugene Werlin and Associates, ganó varios premios, incluido el Premio Semestral del American Iron and Steel Institute (1969), el Premio a la Excelencia del American Institute of Steel Construction y el Premio James E. Lincoln. Premio de la Fundación de Soldadura por Arco. Fue terminado en 1968 y remodelado a partir de 1996.

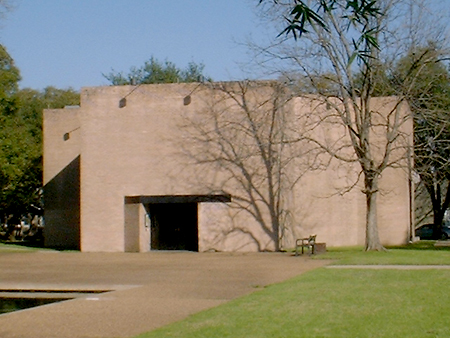
Exterior de la capilla Rothko

También en el Distrito de los Museos está la Capilla Rothko no confesional, fundada por John y Dominique de Menil, diseñada por Mark Rothko y Philip Johnson y terminada en 1971. El interior sirve no solo como capilla, sino también como una importante obra de arte moderno. En sus paredes hay 14 pinturas negras pero en tonos de colores de Rothko, quien influyó mucho en la forma y el diseño de la capilla. A Rothko se le dio el control creativo y se enfrentó a Philip Johnson por los planes. Rothko continuó trabajando primero con Howard Barnstone y luego con Eugene Aubry, pero no vivió para ver la finalización de la capilla. En septiembre de 2000, este templo se incluyó en el Registro Nacional de Lugares Históricos.
El Museo de Arte Contemporáneo ocupa un edificio de acero inoxidable en un lugar destacado en la esquina de Montrose y Bissonnet, el corazón del distrito de museos de Houston. Fue diseñado por Gunnar Birkerts y abrió sus puertas en 1972. En 1997 fue sometido a una remodelación.

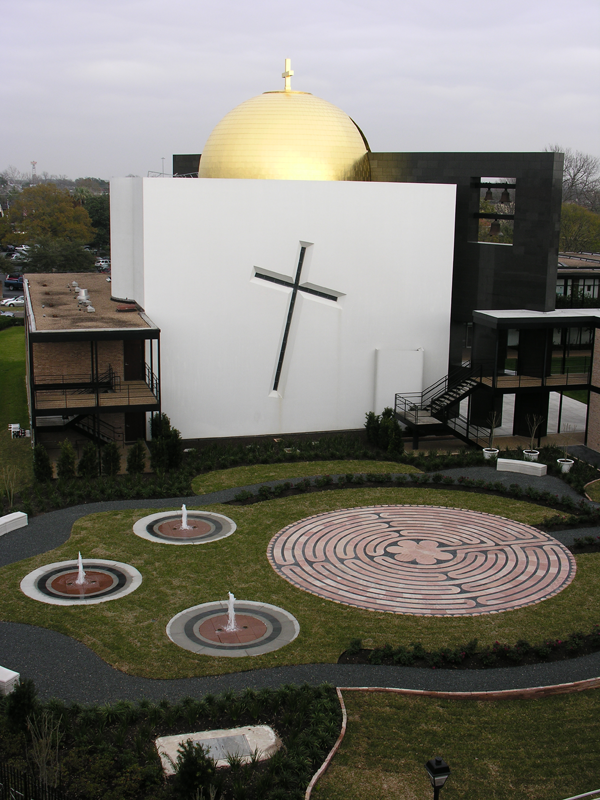
La Capilla de San Basilio

Además, la Capilla de San Basilio, en el campus cercano de la Universidad de St. Thomas, es una obra de arte diseñada por Philip Johnson que ha ganado muchos premios por su arquitectura. La Capilla, que fue construida en 1997, contrasta con todos los demás edificios del campus, ya que está hecha de estuco blanco y granito negro, en lugar de ladrillos de color rosa. También se compone de tres formas geométricas: el cubo, la esfera y el plano. El cubo constituye la mayor parte de la estructura, incluida la zona de asientos principal, mientras que una cúpula de semiesfera dorada cubierta con pan de oro de 23,5 quilates se eleva por encima del cubo. El plano de granito biseca el cubo y abre la capilla a la luz. El cubo y el plano interactúan con la cúpula, creando la sensación de que la cúpula no es una cubierta para la Capilla, sino más bien una apertura al cielo.
Diseñado por Renzo Piano, la Colección Menil es un museo de arte contemporáneo conocido por su sencillez, flexibilidad, espacios abiertos e iluminación con luz natural ubicado en un pequeño parque rodeado de viviendas residenciales. Inaugurado en 1986, el inmueble de dos pisos de acero, madera y vidrio que tiene de 123 m la colección de obras de arte de John y Dominique de Menil.

## Arquitectura residencial
Houston presenta variados estilos de arquitectura residencial, desde las mansiones de River Oaks y Memorial hasta las casas adosadas en varios distritos. Varias de las primeras casas de Houston se encuentran ahora en Sam Houston Park, incluida la Casa Kellum-Noble, que fue construida en 1847 y es la vivienda de ladrillo más antigua de Houston. Durante finales de la década de 1930 y principios de la de 1940, la Casa Kellum-Noble sirvió como oficina pública para el Departamento de Parques de la Ciudad de Houston y está incluida en el Registro Nacional de Lugares Históricos.
La Casa Nichols-Rice-Cherry (que se mudó de San Jacinto Street) también se encuentra en Sam Houston Park. Es un ejemplo de arquitectura neogriega y fue construida alrededor de 1850 por Ebeneezer B. Nichols de Nueva York. Entre 1856 y 1873 fue propiedad del financiero William Marsh Rice, cuya propiedad ayudó a crear Rice Institute (ahora Rice University) en 1912.

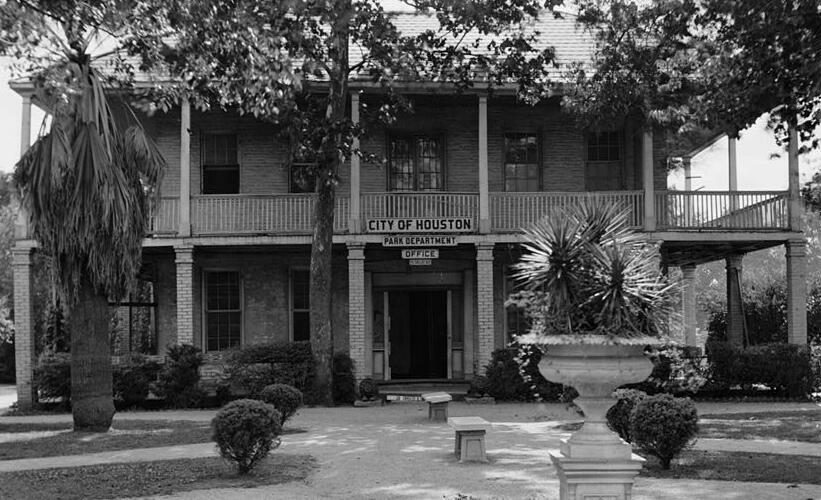
La casa Kellum-Noble, en una fotografía de 1936

Las casas de Houston Heights tienen estilos arquitectónicos variados, que incluyen estilo victoriano, craftsman y neocolonial británico. El vecindario está compuesto por varias casas grandes y muchas cabañas y bungalós más pequeños, muchos construidos a fines del siglo XIX y principios del XX. Después de 1905, las cabañas victorianas tendieron a ser reemplazadas por bungalós.
Si bien hay algunos ejemplos en las alturas del estilo neocolonial británico columnas, el tipo de casa de "élite" más popular en la era de 1910, otras casas de lujo se adaptaron de modelos históricos específicos populares en la década de 1920, como la Casa Shefer con su estilo holandés colonial de techo gambrel, la casa Tibbott de tipo villamediterránea con superficie de estuco,  en la calle de Harvard, con puertas francesas abriendo el interior de la casa a su sitio y una logia en lugar de porche. Dado que hay sevras restricciones arquitectónicas en Huston Heights, la mayoría de las casas de principios del siglo XX aún conservan el carácter antiguo.

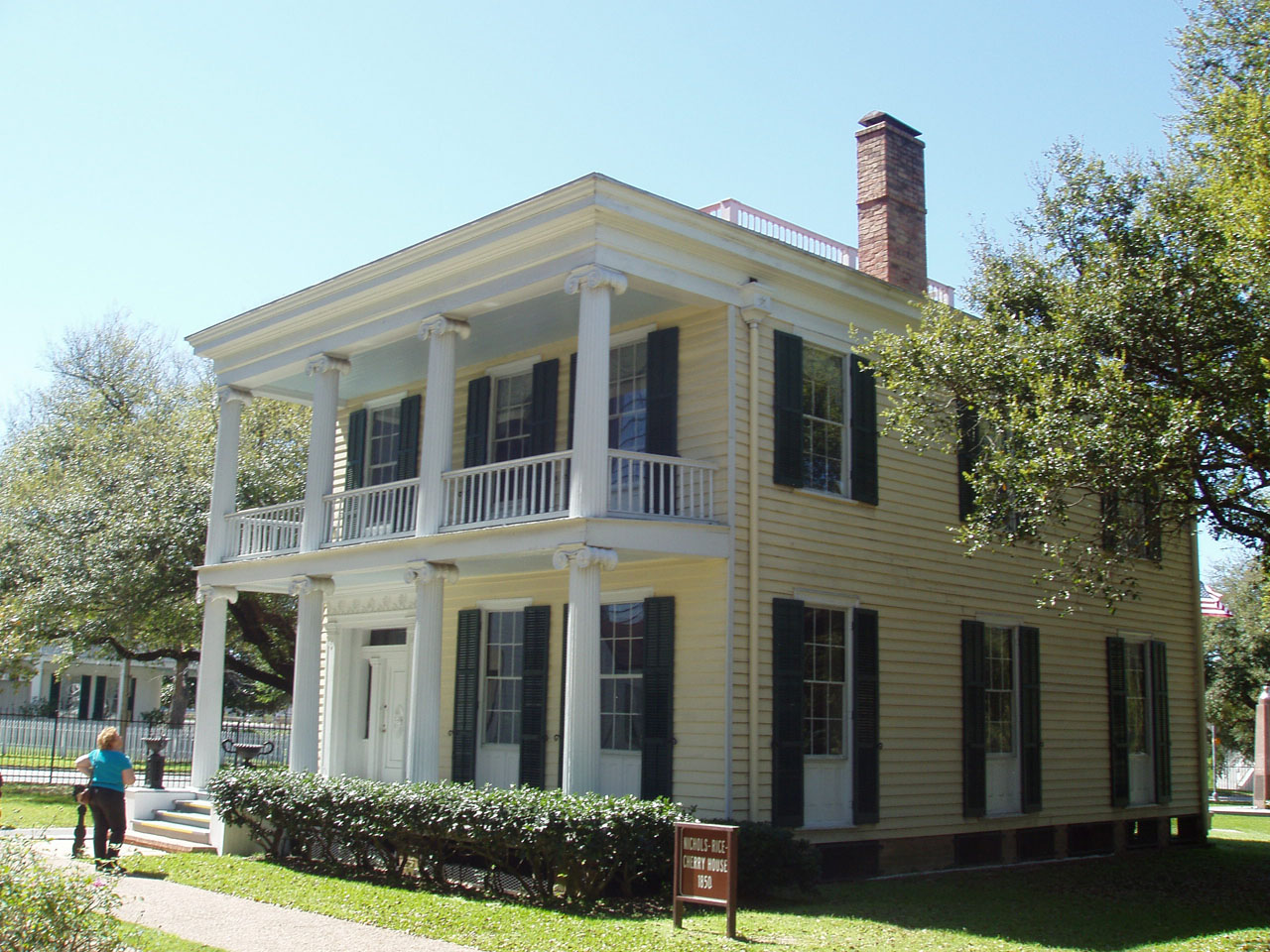
Casa Nichols-Rice-Cherry ubicada en Sam Houston Park.

Muchas de las casas construidas en el vecindario de Eastwood representan los estilos arquitectónicos craftsman, Arts and Crafts, foursquare y Misión. Eastwood fue una de las primeras subdivisiones planificadas de Houston. Desarrollado en 1913 por William A. Wilson, quien también desarrolló su vecindario hermano, Woodland Heights, Eastwood tiene una de las colecciones de casas más grandes de Houston diseñadas con estos estilos de principios del siglo XX. En la sección más nueva de Eastwood (construida a partir de las décadas de 1920 y 1930), hay bungalós, estilo pradera, neocolonial británico y federal.
Las viviendas de posguerra construidas en Houston reflejan muchos estilos arquitectónicos. Aunque la mayoría de las casas construidas para los baby boomers reflejan diseños que han existido durante décadas, varias casas fueron diseñadas con un estilo moderno de mediados de siglo, con techos planos o de mariposa, planos de planta abiertos, paredes de vidrio, atrios y patios. Un buen ejemplo de este estilo es la Casa de William L. Thaxton Jr., ubicada en Bunker Hill Village, que fue diseñada por Frank Lloyd Wright y construida en 1954.

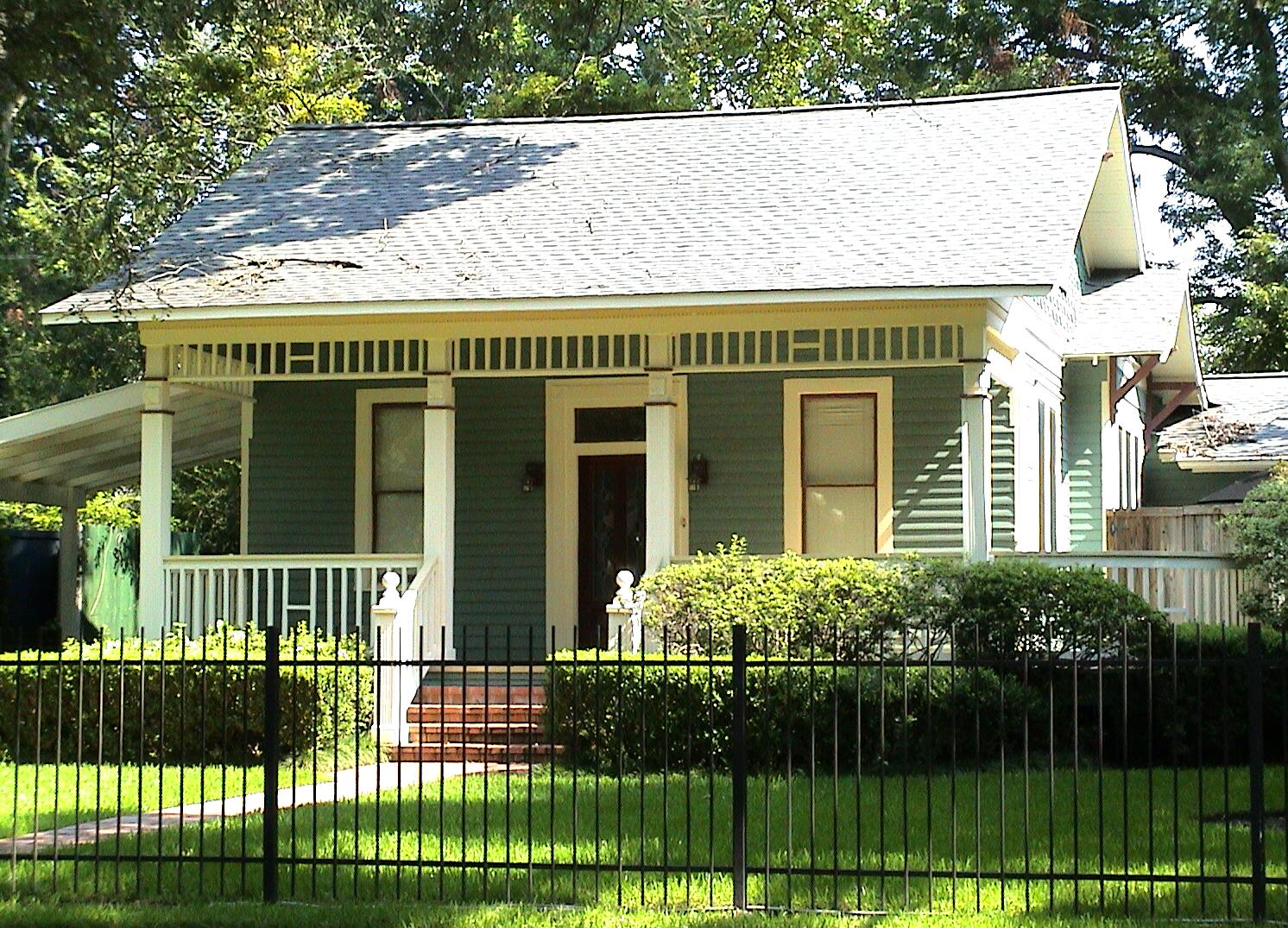
Un bungaló en Houston

Memorial Bend se compone de casas de los años 1950 y principios de los 1960 construidas en los estilos moderno (contemporáneo), rancho y tradicional. Se considera que el vecindario tiene la mayor concentración de casas modernas de mediados de siglo en Houston. Los arquitectos que diseñaron casas en este vecindario incluyen a William Norman Floyd, William R. Jenkins, William F. Wortham y Lars Bang. Muchas de las casas en Memorial Bend aparecieron en revistas nacionales de arquitectura y diseño como American Builder, House & Home, Practical Builder, Better Homes & Gardens y House Beautiful.
A partir de finales del siglo XX, muchas casas tradicionales, casas adosadas y condominios de gran altura fueron construidos (o convertido) para los residentes que deseen vivir en el centro de la ciudad, estimulado por un esfuerzo de revitalización enfocada después de años de éxodo suburbano. Estas viviendas urbanas emergentes se pueden encontrar en una variedad ecléctica de estilos.
Commerce Towers, originalmente desarrollado como un edificio de oficinas en 1928 por el empresario de Houston Jesse H. Jones, se ha convertido en condominios. Además, muchos edificios de oficinas y almacenes que rodean el centro de la ciudad se han convertido recientemente en lofts. The Humble Towers Lofts, construido en 1921, fue originalmente la sede de Humble Oil. Los Beaconsfield Lofts están registrados en el Registro Nacional de Lugares Históricos del Departamento del Interior de Estados Unidos.
A fines de la década de 1990 y principios de la de 2000, hubo un mini auge de la construcción de torres residenciales de mediana y gran altura, con varias de más de 30 pisos de altura. Desde 2000 se han construido más de 30 edificios de gran altura en Houston; en total, 72 rascacielos se elevan sobre la ciudad, lo que suma unas 8,300 unidades.

## Instalaciones públicas

### Gobierno de la ciudad y el condado

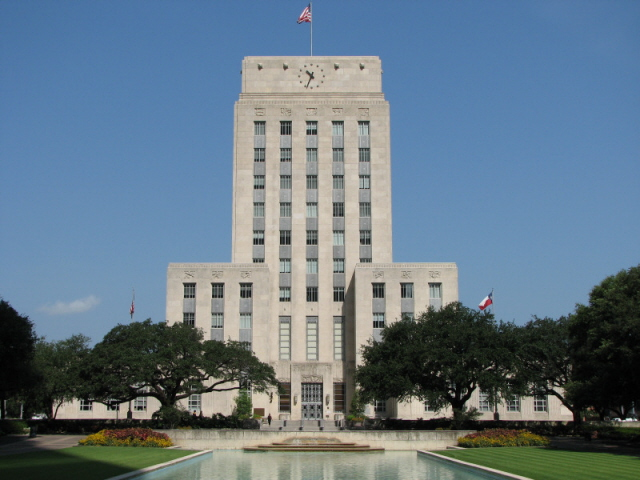
Ayuntamiento de Houston

El Ayuntamiento de Houston, construido entre 1938 y 1939, es un ejemplo de arquitectura de Works Progress Administration. La estructura contó con muchos detalles de construcción que han ayudado aconvertirlo en un clásico arquitectónico. El diseño del piso del vestíbulo representa el papel protector del gobierno.Las puertas cuentan con personajes históricos como Thomas Jefferson, Julio César y Moisés. Sobre la entrada del vestíbulo hay una escultura de piedra que representa a dos hombres domando un caballo salvaje. Esta pretendía simbolizar una comunidad que se une para formar un gobierno y domesticar el mundo que los rodea. El yeso para esta escultura y 27 moldes para frisos alrededor del edificio fueron realizados por el artista de Beaumont Herring Coe y el codiseñador Raoul Jassett.
El Centro de Convenciones George R. Brown se inauguró el 26 de septiembre de 1987 en el lado este del centro de Houston. Este edificio de 30 m de alto de color rojo, blanco y azul reemplazó al obsoleto Centro de Convenciones Albert Thomas, que fue remodelado en el complejo de entretenimiento Bayou Place en el distrito de teatros del centro de Houston. El George R. Brown tiene casi medio millón de pies cuadrados de espacio para exhibiciones, 41 salas de reuniones, un área de teatro de 3600 puestos y 2900 m² gran salón de baile.
El nuevo Palacio de Justicia Civil del Condado de Harris, que se completó a principios de 2006, tiene 17 pisos de altura más un sótano. Los 61 000 m² está lleno de tecnología de punta y cuenta con 37 salas de audiencias típicas, 1 sala de audiencias de impuestos, 1 sala de audiencias ceremoniales y 6  de audiencias en expansión. También tiene un vestíbulo con atrio de tres pisos con trece ascensores y dos escaleras mecánicas. El palacio de justicia está protegido contra inundaciones a una altura de 12,5 m y es accesible a través de un túnel desde el sistema de túneles del centro de la ciudad. Los acabados interiores incluyen piedra caliza, granito, chapas de madera, terrazo y acero inoxidable.

### Salas de cine

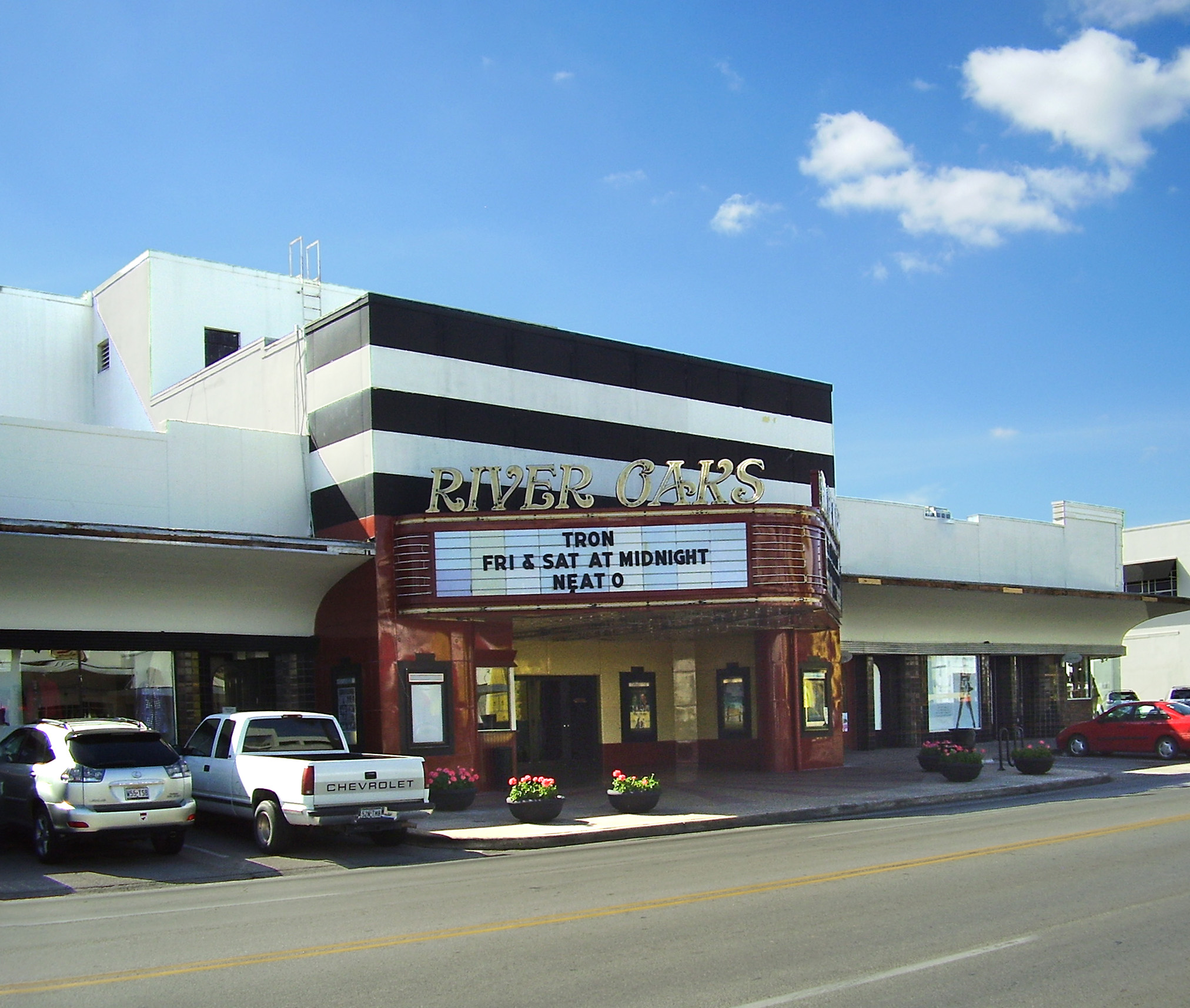
El teatro River Oaks

El River Oaks Theatre se construyó en 1939. Es uno de los pocos edificios comerciales actualmente viables de su época y estilo histórico en Houston. Fue la última de las salas de cine de lujo del vecindario construidas por Interstate Theatre Corporation y la única de su tipo que todavía funciona como sala de cine.

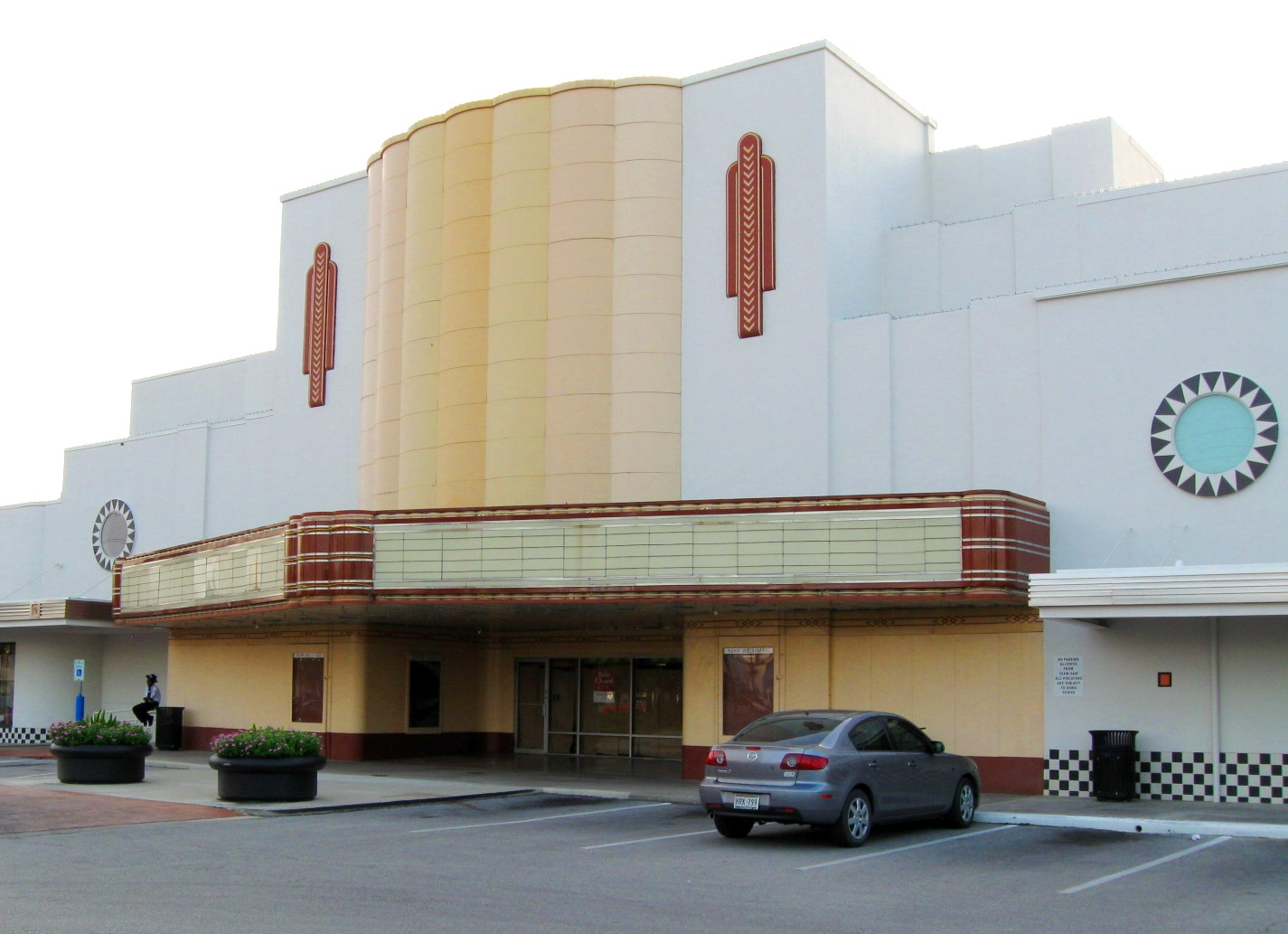
El Alabama Theatre

Mientras Houston y el resto del país se recuperaban de la Gran Depresión, se construyeron teatros de estilo art déco de finales de la década de 1930 en muchos vecindarios residenciales de la ciudad. Además de River Oaks, los cines de vecindario como Alabama, Tower, Capitan y Ritz-Majestic Metro eran varios de los lugares donde los habitantes de Houston buscaban entretenimiento.
El Alabama es un ejemplo de reutilización adaptativa de una la arquitectura considerada obsoleta. Inaugurada como librería Bookstop en 1984 después de que cerrara el teatro original, el edificio se convirtió más tarde en la primera tienda de comestibles especializada de Trader Joe's, que se esforzó por preservar gran parte del esplendor arquitectónico original del edificio, incluida su entrada frontal original con baldosas de terrazo, así como el balcón del segundo piso.
El Majestic, diseñado por John Eberson y construido en el centro de la ciudad en 1923, se considera el cine más notable construido en la ciudad. El diseño no era el interior de un teatro estándar, sino una plaza al aire libre y un jardín con un cielo iluminado por las estrellas. El techo azul mediterráneo, incrustado con luces parpadeantes, presentaba nubes que flotaban sobre las cabezas de la audiencia durante las proyecciones. El Majestic fue el primer cine "atmosférico" del mundo.

### Aeropuertos

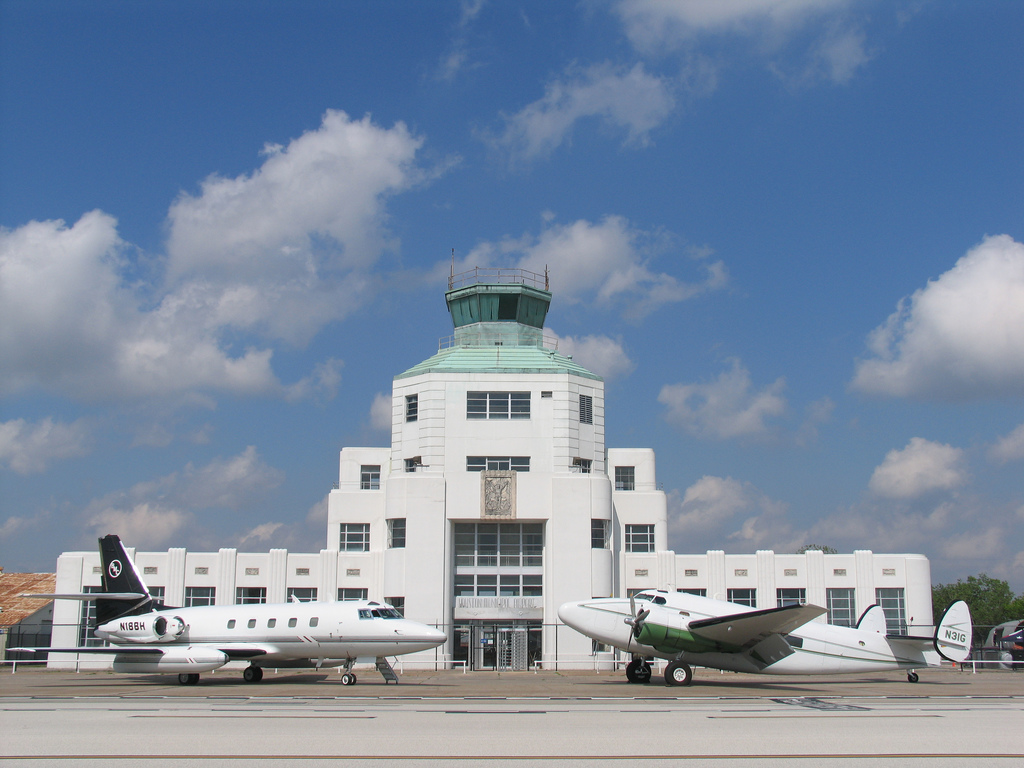
La terminal del Aeropuerto William P. Hobby

Diseñada por el arquitecto Joseph Finger (quien también diseñó el Ayuntamiento de Houston), la Terminal del Aeropuerto Municipal de Houston se construyó en 1940 para cumplir con el papel creciente de Houston como centro para el comercio aéreo en la década de 1930. La Terminal es un ejemplo de la arquitectura clásica de aeropuerto art déco de la década de 1940. La terminal sirvió como la principal terminal aérea comercial de Houston hasta 1954. La terminal, ubicada en el aeropuerto William P. Hobby, alberga el Museo de la Terminal Aérea de 1940, que actualmente exhibe varias colecciones que se centran en la historia de la aviación de Houston.

### Estadios
El Rice Stadium de 70 000 puestos, diseñado en 1950 por Hermon Lloyd & WB Morgan y Milton McGinty, es de hormigón armado con columnas de 762 mm de diámetro que soportan los pisos superiores. Arquitectónicamente, el estadio es un ejemplo de racionalismo, con líneas simples y un diseño funcional y sin adornos. Todo el tazón de asiento inferior está debajo del nivel del suelo circundante. Destinado únicamente para partidos de fútbol americano, tiene excelentes líneas de visión desde casi todos los puestos.

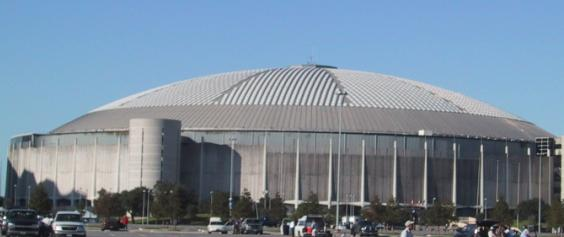
El Astrodome

El Astrodome, el primer estadio abovedado del mundo, fue concebido por Roy Hofheinz y diseñado por los arquitectos Hermon Lloyd & WB Morgan, y Wilson, Morris, Crain y Anderson. La ingeniería estructural y el diseño estructural fueron realizados por Walter P Moore Engineers and Consultants of Houston. Tiene 18 pisos de altura, cubriendo 9½ acres. El estadio mide 216 m de diámetro y el techo mide 63 m encima de la superficie de juego, que a su vez está 7,6 m por debajo del nivel de la calle. 

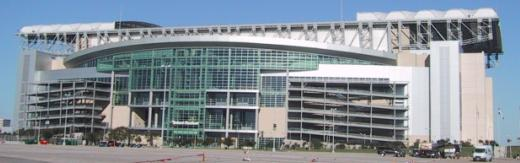
Estadio NRG

A pesar de las innovaciones necesarias por la novedad del diseño (incluido el modesto aplanamiento del supuesto "techo hemisférico" para hacer frente a la deformación estructural inducida por el medio ambiente y el uso de un nuevo proceso de pavimentación llamado "estabilización con cal" para tratar los problemas de consistencia del suelo y facilitar la pavimentación) el Astrodome se completó en noviembre de 1964, seis meses antes de lo previsto.
Ubicado cerca del Astrodome, el NRG Stadium puede acoger a 69 500 espectadores y tiene un campo de juego con césped natural y un techo retráctil, una novedad en la NFL. También hay 165 suites privadas, 8200 asientos de club y más de 400 puestos de concesión y novedades. El campo de juego está paletizado y es removible, lo que permite agregar una capa significativa de tierra para acomodar el Houston Livestock Show and Rodeo anual, o usar el piso de concreto para conciertos, ferias comerciales y convenciones.